# Georg Christoph Biller
Pour les articles homonymes, voir Biller (homonymie).
Georg Christoph Biller (né le 20 septembre 1955 à Nebra-sur-Unstrut (Saxe-Anhalt, Allemagne de l'Est) et mort le 27 janvier 2022 à Leipzig (Saxe, Allemagne)) est un chef de chœur est-allemand puis allemand. De 1992 à 2015, il a été le 16e Thomaskantor depuis Johann Sebastian Bach. Il est aussi un baryton, un pédagogue et un compositeur.

## Biographie
Georg Christoph Biller est le fils d'un pasteur. Il a reçu sa première éducation musicale entre 1965 et 1974 au Thomanerchor alors dirigé par Erhard Mauersberger puis Hans-Joachim Rotzsch. En tant que préfet de la chorale, il a acquis déjà une certaine expérience dans la direction. Après l'obtention du diplôme en 1974 à l'école Saint-Thomas à Leipzig, il a étudié à l'École supérieure de musique et de théâtre Felix Mendelssohn Bartholdy de Leipzig à partir de 1976 jusqu'en 1981, apprenant la direction d'orchestre avec Rolf Reuter (de) et Kurt Masur, et le chant. En 1976, il a fondé le Vocalensemble Leipzig.
De 1980 à 1991, il a dirigé le GewandhausChor Leipzig. Dans le même temps, il a enseigné en tant que professeur de direction chorale à la Kirchenmusikschule Halle. En 1982, il a obtenu son diplôme en direction d'orchestre à l'Académie d'été du Mozarteum de Salzbourg. Depuis 1983, il est membre de l'Académie des arts de Berlin. En 1985, il a reçu le Prix d'Osaka Musique. En 1991/1992, il a été professeur de direction chorale à la Hochschule für Musik und Darstellende Kunst Frankfurt am Main et à l'Académie de musique de Detmold.
Il a été nommé maître de chapelle à Leipzig en 1992 et est ainsi le seizième Thomaskantor après  Johann Sebastian Bach. Georg Christoph Biller a continué la tradition musicale de ses prédécesseurs dans son travail avec le Thomanerchor. En 1992, il a commencé l'exécution de l'ensemble du cycle des Cantates de Bach dans l'ordre chronologique avec le Thomaschor et l'Orchestre du Gewandhaus. Les cantates sont chantées lors du dimanche approprié de l'année liturgique. En 1994, Georg Christoph Biller a été nommé professeur de direction chorale à la Hochschule für Musik de Leipzig. Depuis 2009, il a enseigné également la direction d'orchestre. Parmi ses étudiants, on trouve le chef d'orchestre Fabian Enders.
En novembre 1992, George Christoph Biller a été nommé Thomaskantor devenant le 16e successeur de Bach à ce poste. Le chœur se produit régulièrement trois fois par semaine à l'Église Saint-Thomas, Motet chaque vendredi soir à 6 h et chaque samedi après-midi à 3 h, y compris généralement une cantate de Bach, et le service le dimanche à 9 h.
En janvier 1994, Georg Christoph Biller a été nommé professeur de direction chorale à l'École supérieure de musique et de théâtre Felix Mendelssohn Bartholdy de Leipzig. En mai 1996, il est devenu membre de la Sächsische Akademie Künste (Académie des arts de Saxe).
Georg Christoph Biller a démissionné comme Thomaskantor en janvier 2015 pour raisons de santé.